# Боголюбівська сільська рада (Ємільчинський район)
Боголюбівська сільська рада — колишня адміністративно-територіальна одиниця та орган місцевого самоврядування у Ємільчинському районі Коростенської і Волинської округ, Київської та Житомирської областей Української РСР з адміністративним центром у селі Боголюбівка.

## Населені пункти
Сільській раді на момент ліквідації були підпорядковані населені пункти:
- с. Боголюбівка

## Населення
Кількість населення ради, станом на 1931 рік, складала 767 осіб.

## Історія та адміністративний устрій
Утворена 25 січня 1926 року в колонії Боголюбівка Крилинської сільської ради Ємільчинського району Волинської округи як німецька національна сільська рада.
Відповідно до інформації довідника «Українська РСР. Адміністративно-територіальний поділ», станом на 1 вересня 1946 року сільрада входила до складу Ємільчинського району, на обліку в раді перебувало с. Боголюбівка.
11 серпня 1954 року, відповідно до указу Президії Верховної ради УРСР «Про укрупнення сільських рад по Житомирській області», сільську раду було ліквідовано, територію та с. Боголюбівка включено до складу Сімаківської сільської ради Ємільчинського району Житомирської області.